# Долений Подборшт-при-Требнєм
Долений Подборшт-при-Требнєм (словен. Dolenji Podboršt pri Trebnjem) — поселення в общині Требнє, регіон Південно-Східна Словенія, Словенія.